# Tumacacori-Carmen
Tumacacori-Carmen ist ein Census-designated place im Santa Cruz County im US-Bundesstaat Arizona. Das U.S. Census Bureau hat bei der Volkszählung 2020 eine Einwohnerzahl von 329 ermittelt.
Tumacacori-Carmen hat eine Fläche von 16,1 km². Das Dorf wird von der Interstate 19 tangiert und liegt am Santa Cruz River.

## Geschichte
Tumacacori liegt am Ort, wo Ende 1700 eine Franziskaner-Mission errichtet wurde. Tumacacori bekam seinen Namen durch eine frühere Mission im Jahr 1691 von Missionar Eusebio Francisco Kino.